# Изерфонтейн
Изерфонтейн (англ. Yzerfontein) — небольшой город на западном побережье ЮАР в Западной Капской провинции. Город расположен на дороге R27, в 80 км к северу от Кейптауна. Население города — 1200 человек.

## Природа
Название города состоит из двух слов на языке африкаанс: Yzer (железо) и Fontein (источник). Город находится в регионе, где среднее количество осадков 400 мм, в основном в период с апреля по октябрь. Благодаря сильным устойчивым ветрам это место отлично подходит для занятия серфингом. Температура воды зимой иногда опускается до 10 °C, это связано с протекающим неподалёку холодным Бенгельским течением.
Девиз города: Mare didat flores decorant (лат.), что в переводе означает: «Море кормит, цветы украшают». Основными источниками дохода города являются рыболовство и туризм.

## История
До 1937 года Изерфонтейн был только фермой. Именно тогда ему был присвоен статус города (Township), но собственный муниципалитет появился только в 1989 году.

## Достопримечательности
- Национальный парк Уэст Кост (West Coast National Park)
- Заповедник Rondeberg
- Остров Дассен

## Фотографии

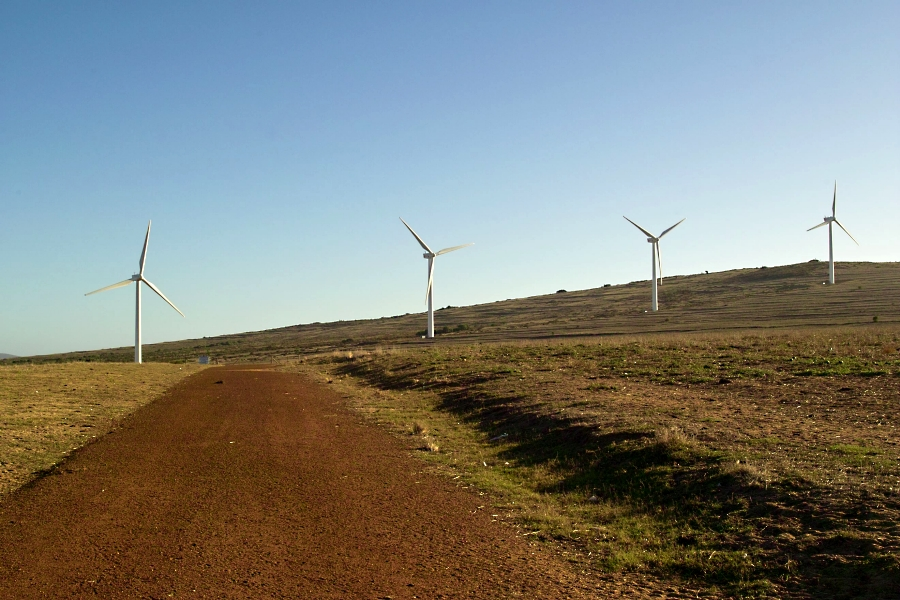
Ветрогенераторы возле Изерфонтейна
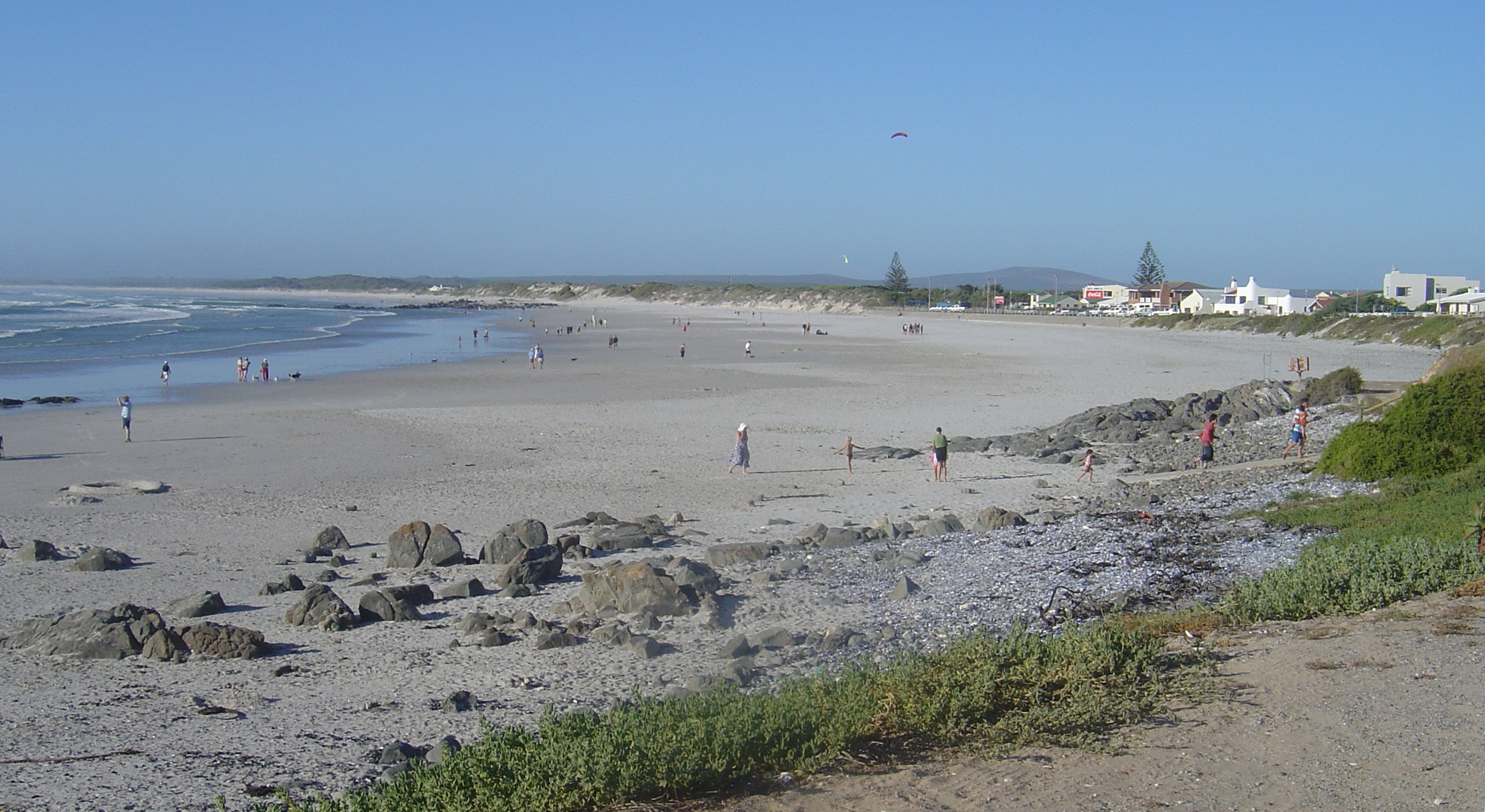
Пляж
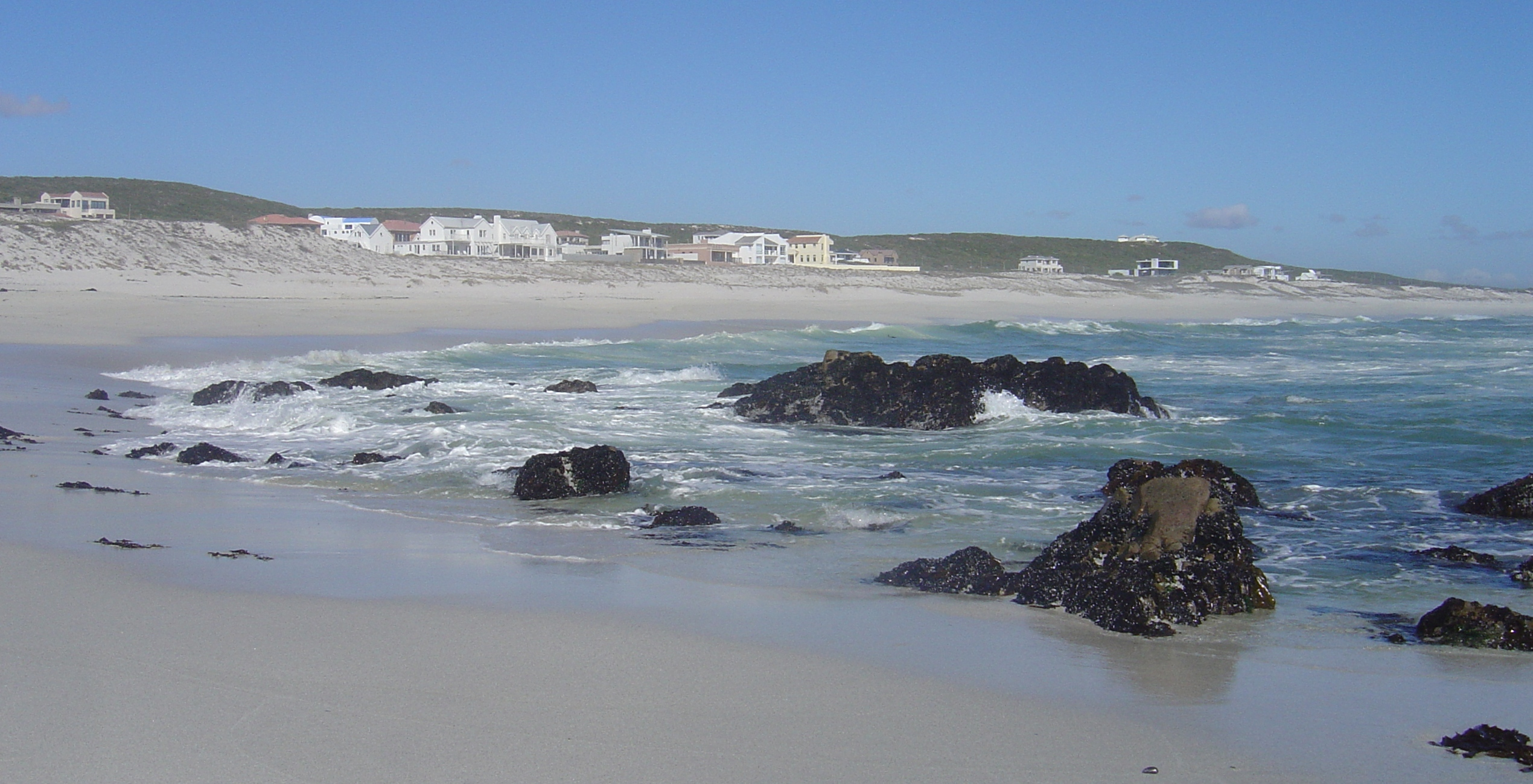
Pearl Bay - новостройки на юге Изерфонтейна